# Каменнобалковская культура
Каменнобалковская культура — археологическая культура верхнего палеолита, существовавшая на территории юга России. Названа по урочищу Каменная Балка у хутора Недвиговка (Мясниковский район Ростовской области), где в 1957 году была открыта палеолитическая стоянка.
Охватывала территорию северного Причерноморья и дельты р. Дон, где известны и другие стоянки, например, Фёдоровка.
Период существования — 13-11 тыс. лет назад. Типологически связана с имеретинской культурой Кавказа, что позволяет предположить миграцию в направлении Кавказа.
Каменный инвентарь данной культуры представлен микропластинками и остриями с притуплённым краем. Хозяйство основывалось на охоте на бизонов и коней.

## Галерея

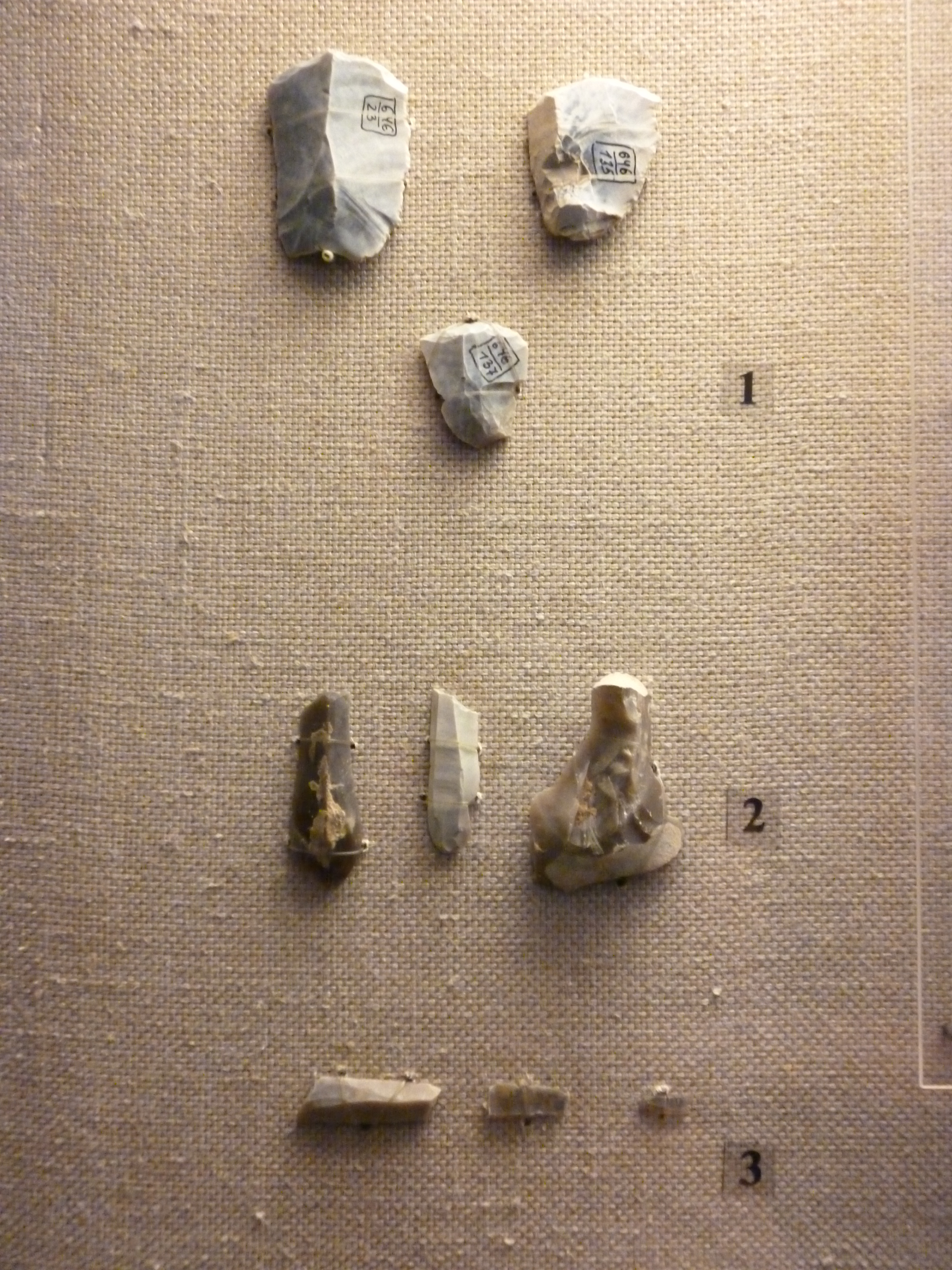
1 — скребки; 2 — пластины с ретушью; 3 — орудия на микропластинках
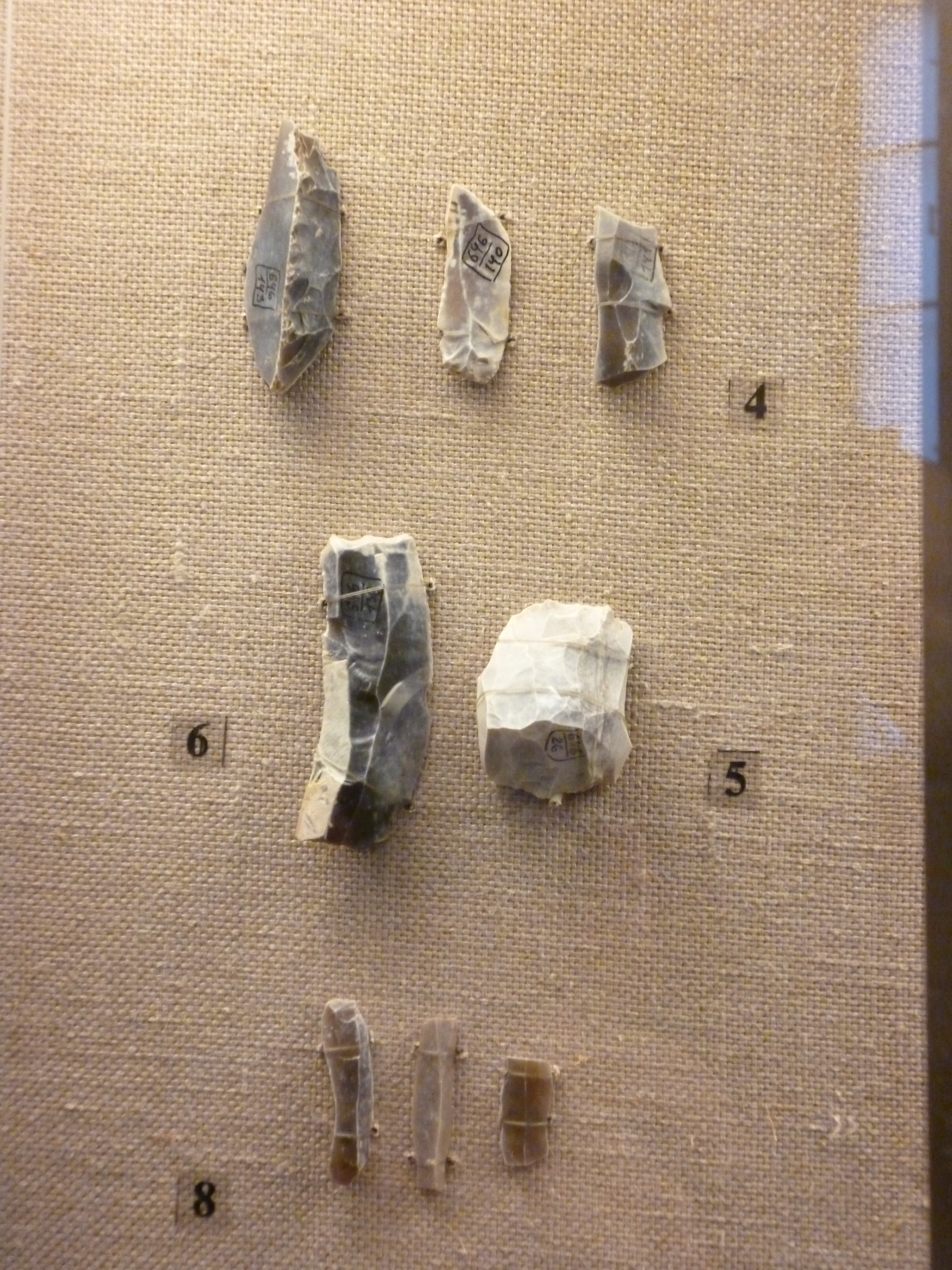
4 — резцы; 5 — долотовидные орудия; 6 — зубчатое орудие; 8 — пластинчатые сколы
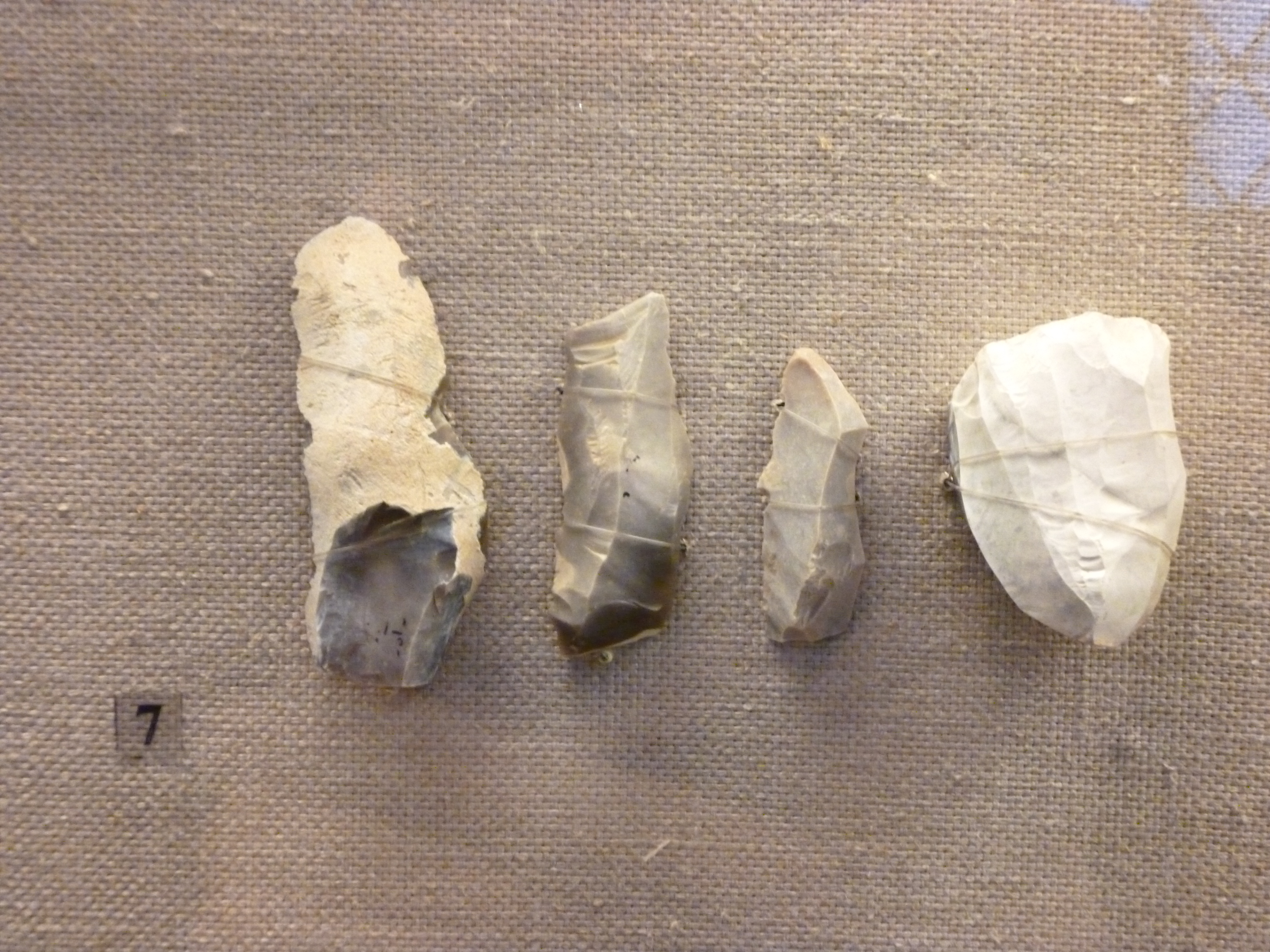
7 — нуклеус и ребристые сколы
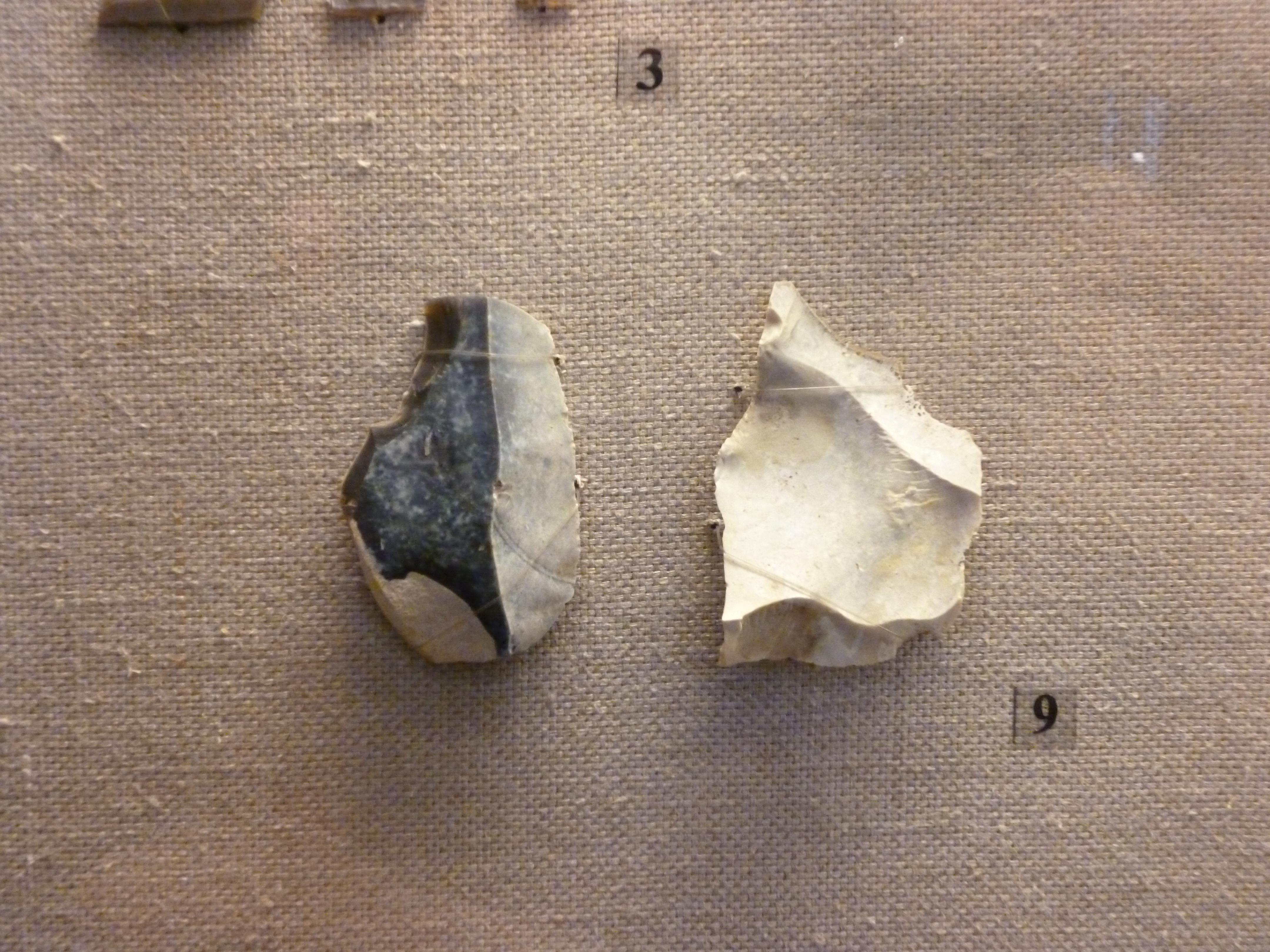
9 — отщепы